# 埃勒瓦格区
埃勒瓦格區是索馬利亞的一個區，位於該國西南部的蓋多州，首府為埃勒瓦格。
「埃勒瓦格」一詞在隸屬亞非語系的索馬利亞語的意思是「神的水井」，其中Ceel一詞為「水井」，Waaq則是「神、上帝」。索馬利亞的許多地名中都含有Ceel一詞，也顯示出水源的取得對於當地以牧業為主的居民有極大的重要性。

## 外部鏈結
- 埃勒瓦格區在Google地圖上的位置